# Alka Yagnik
 (septembre 2023).
La mise en forme du texte ne suit pas les recommandations de Wikipédia : il faut le « wikifier ».
Les points d'amélioration suivants sont les cas les plus fréquents. Le détail des points à revoir est peut-être précisé sur la page de discussion.
- Les titres sont pré-formatés par le logiciel. Ils ne sont ni en capitales, ni en gras.
- Le texte ne doit pas être écrit en capitales (les noms de famille non plus), ni en gras, ni en italique, ni en « petit »…
- Le gras n'est utilisé que pour surligner le titre de l'article dans l'introduction, une seule fois.
- L'italique est rarement utilisé : mots en langue étrangère, titres d'œuvres, noms de bateaux, etc.
- Les citations ne sont pas en italique mais en corps de texte normal. Elles sont entourées par des guillemets français : « et ».
- Les listes à puces sont à éviter, des paragraphes rédigés étant largement préférés. Les tableaux sont à réserver à la présentation de données structurées (résultats, etc.).
- Les appels de note de bas de page (petits chiffres en exposant, introduits par l'outil «  Source ») sont à placer entre la fin de phrase et le point final[comme ça].
- Les liens internes (vers d'autres articles de Wikipédia) sont à choisir avec parcimonie. Créez des liens vers des articles approfondissant le sujet. Les termes génériques sans rapport avec le sujet sont à éviter, ainsi que les répétitions de liens vers un même terme.
- Les liens externes sont à placer uniquement dans une section « Liens externes », à la fin de l'article. Ces liens sont à choisir avec parcimonie suivant les règles définies. Si un lien sert de source à l'article, son insertion dans le texte est à faire par les notes de bas de page.
- La présentation des références doit suivre les conventions bibliographiques. Il est recommandé d'utiliser les modèles {{Ouvrage}}, {{Chapitre}}, {{Article}}, {{Lien web}} et/ou {{Bibliographie}}. Le mode d'édition visuel peut mettre en forme automatiquement les références.
- Insérer une infobox (cadre d'informations à droite) n'est pas obligatoire pour parachever la mise en page.

Pour une aide détaillée, merci de consulter Aide:Wikification.
Si vous pensez que ces points ont été résolus, vous pouvez retirer ce bandeau et améliorer la mise en forme d'un autre article.
 (septembre 2023).
Si vous disposez d'ouvrages ou d'articles de référence ou si vous connaissez des sites web de qualité traitant du thème abordé ici, merci de compléter l'article en donnant les références utiles à sa vérifiabilité et en les liant à la section « Notes et références ».
Alka Yagnik (en Hindi : अलका याज्ञिक ou अलका याज्ञनिक), née le 20 mars 1966 à Calcutta en Inde, est une chanteuse de playback. Depuis 1979, elle a enregistré nombre de chansons célèbres à Bollywood.
D'origine Gujarati, sa mère Shubha Yagnik était une chanteuse de musique hindoustanie et voulait transmettre cet héritage à sa fille. Dès l'âge de 6 ans, Alka commença à chanter des bhajans pour la Calcutta Radio et à 10 ans, sa mère l'emmena à Mumbai en tant qu'enfant artiste. Malgré des réticences vu son jeune âge, elle obtint néanmoins d'être entendue par Raj Kapoor qui l'envoya aussitôt auprès du producteur Laxmikant, qui lui offrit soit de faire du doublage immédiatement, soit de chanter plus tard, ce qu'elle choisit.
Elle obtient son premier succès avec le film Payal Ki Jhankaar en 1979, puis Laawaris (1981) et Hamari Bahu Alka (1982). La chanson Ek Do Teen du film Tezaab (1988) fut son plus grand succès et le début de ses récompenses artistiques (Filmfare Award de la Meilleure chanteuse de playback).
Elle a en outre enregistré nombre de chansons en d'autres langues que le hindi, dont le bengali, le bhojpuri, le punjabi, le marathi, le telugu, le tamil et le malayalam. Sa voix souple a souvent été choisie pour doubler les héroïnes des films. Elle a chanté sous la direction des plus grands compositeurs de Bollywood : Anu Malik, Nadeem-Shravan ou Jatin-Lalit... Elle a une longue complicité avec le chanteur Udit Narayan.
Elle partage avec Asha Bhosle le fait d'avoir reçu le plus grand nombre de récompenses, dont sept Filmfare Awards, pour la qualité de ses interprétations.

## Filmographie (extraits)
- Slumdog Millionaire (2009) - Ringa Ringa
- Yuvvraaj (2008) - Tu Muskura, Mastam Mastam
- Kismat Konnection (2008) - Bakhuda Tumhi Ho
- Love Story 2050 (2008) - Meelon Ka Jaise Tha Faasla, Mausam Achanak
- Saawariya (2007) - Chhabeela
- Guru (2007) - Aye Hairate Aashiqi
- Umrao Jaan (2006) - Salaam, Pooch Rahe Hain, Behka Diya Hamein, Main Na Mil Sakhun
- Babul (2006) - Gaa Re Mann
- Shaadi Se Pehle (2006) - Bijuriya, bijuriya, Sache Ashiq
- Jai Santoshi Maa (2006) - Maa Santoshi Maa
- Dil Apna Punjabi (2006) - Sohniye Ft. Harbhajan Mann
- Kabhi Alvida Naa Kehna (2006) - Kabhi Alvida Naa Kehna, Tumhi Dekho Na
- Barsaat (2005) - Yeh Jo Dil Hai, Saajan Saajan, Barsaat Ke Din Aaye, Maine Tumse Pyar Bahut Kiya, Aaja Aaja Piya Ab To Aaja
- Lucky : No Time For Love (2005) - Chori Chori
- Swades (2004) - Saanwariya Saanwariya
- Fida (2004) - Aaja Ve Mahi
- Hum Tum (2004) - Lakdi Kyun, Gore Gore Se Chore, Saason Ko Saason Mein,Yaara Yaara, Hum Tum
- Mujhse Shaadi Karogi (2004) - Laal Dupatta avec Udit Narayan
- Andaaz (2003) - Kisise Tum Pyaar Karo, Allah Kare Dil Na Lage, Aayega Maza Ab Barsaat Ka
- Kal Ho Naa Ho (2003) - Kuch To Hua Hai
- Tere Naam (2003) - Oodhni avec Udit Narayan
- The Hero (2003) - Dil Mein Hai Pyaar
- Chori Chori (2003) - Aate Aate, Mehndi
- Chalte Chalte (2003) - Tauba
- Dil Ka Rishta (2003) - Dil Churale O Chand, Saajan Saajan Saajan, Haaye Dil Mera Dil, Dilka Rishta Bada Pyara avec Udit Narayan
- Mere Yaar Ki Shaadi Hai (2002) - Ek Ladki
- Om Jai Jagadish (2002) - Chori Chori
- Shakti (2002) - Ishq Kameena
- Raaz (2002) - Aapke Pyaar Mein, Kya Tumhe Yaad Hai, Kitna Pyaara hai ye chehra avec Udit Narayan
- Dil Hai Tumhaara (2002) - Dil Laga Liya Maine, Dil Hai Tumhara, Kasam Khake Kaho, Mohabbat Dil Ka Sukoon Hai, Chaahe Zuban avec Udit Narayan
- Mujhse Dosti Karoge! (2002) - Jaane Dil Se
- Tumko Na Bhool Paayenge (2002) - Bindiya Chamke
- Yeh Dil Aashiqana (2002) - Yeh Dil Aashiqana
- Haan Maine Bhi Pyaar Kiya (2002) - Hum Pyaar Hai Tumhare
- Kasoor (2001) - Kitni Bechain Hoke avec Udit Narayan
- Dil Chahta Hai (2001) - Jaane Kyon avec Udit Narayan
- Lajja (2001) - Badi Mushkil
- Ajnabee (2001) - Kaun Main, Haan Tum
- Moulin Rouge  (2001) - Hindi Song Diamond
- Aaghaaz (2000) - Mann Tera Mera Mann
- Refugee (2000) - Mere Humsafar, Panchi Nadiya, Aisa Lagta Hai, Taal Pe Jab
- Dulhan Hum Le Jayenge (2000) - Dulhan Hum Le Jayenge, Mujshe Shaadi Karogii, Tera Pallu avec Udit Narayan
- Dhadkan (2000) - Dil Ne Yeh Kaha Dil Se avec Udit Narayan
- Zubeidaa (2000) - Mehndi Hai Rachnewali, Hai Na
- Mission Kashmir (2000) - Chupke Se Sun, Socho Ke Jheelon Ka avec Udit Narayan
- Hamara Dil Aapke Paas Hai (2000) - Hamara Dil Aapke Paas Hai, Shukriya
- Fiza (2000) - Aaja Mahiya, Tu Fiza Hai
- Chal Mere Bhai (2000) - Chori Chori Sapnon Mein, Meri Neend Jaane Lagi Hai
- Kaho Naa... Pyaar Hai (2000) - Kaho Naa Pyaar Hai avec Udit Narayan
- Dillagi (1999) - Dillagi
- Daag (1999) - Pyaar Hume Pyaar
- Sarfarosh (1999) - Jo Haal Dil Ka, Is Deewane Ladke Ko
- Hum Dil De Chuke Sanam (1999) - Chand Chupa avec Udit Narayan
- Taal (1999) - Taal Se avec Udit Narayan
- Sirf Tum (1999) - Paehli Pehli Bar, Dilbar Dilbar
- Arjun Pandit (1999) - Kudiyan Sheher Diyan
- Biwi No.1 (1999) - Mehboob Mere
- Zakhm (1998) - Gali Mein Aaj Chand
- Soldier (1998) - Soldier Soldier, Mehfil Mein Baar Baar
- China Gate (1998) - Chamma Chamma
- Duplicate (1998) - Mere Mehboob Mera Sanam avec Udit Narayan
- Kuch Kuch Hota Hai  (1998) - Kuch Kuch Hota Hai, Ladki Badi Anjani Hai, Koi Mil Gaya, Kuch Kuch Hota Hai, Yeh Ladki Hai Diwani, Saajan Ji Ghar Aaye, Tujhe Yaad Na Mere Aaye avec Udit Narayan
- Bade Miyan Chotte Miyan - Makna, Deta Jai Jodee, Kisi Disco Mein Jaayein
- Ghulam (1998) - Aati Kya Khandala
- Gupt (1997) - Mushkil Bada Yeh Pyaar Hain
- Ishq (1997) - Neend Churayi Meri
- Koyla (1997) - Dekha Tujhe To, Tanhai Tanhai
- Border (1997) - Hamen Jabse Mohabbat
- Jeevan Yudh (1997) - Zindagi Ko Guzarne Ke liye avec Pankaj Udhas
- Judaai (1997) - Ooee Baba, Mujhe Pyaar Hua
- Khamoshi: The Musical (1996) - Bahon Ke Darmiyan
- Jeet (1996) - Yaara O Yaara Milna, Saason Ka Chalna, Tu Dharti Pe Jitna Bhi
- Raja Hindustani (1996) - Pardesi Pardesi avec Udit Narayan
- Rajkumar (1996) - Payal Meri
- Raja (1995) - Aakhiyan Milau Kabhi Aakhiyan Churao, Nazre Mile Dil Dhadka avec Udit Narayan
- Karan Arjun (1995) - Jaati Hoon Main, Yeh Bandhan To Pyar ka Bandhan Hai avec Udit Narayan
- Akele Hum Akele Tum (1995) - Raja Ko Rani Se Pyar Ho Gaya avec Udit Narayan
- Naajayaz (1995) - Kya Tum Mujshe Pyar Karte Ho, Tujhe Pyaar Karte Karte
- Coolie No. 1 (1995) - Mein To Raste
- Main Khiladi Tu Anari (1994) - Churake Dil Mera
- Criminal (hi) (1994) - Tu Mile Dil Khile
- Mohra (1994) - Tip Tip Barsa Paani avec Udit Narayan
- Dilwale (1994) - Mauka Milega To Hum Pyar, Jeeta Tha Jiske Liye, Jeeta Hoon Jiske Liye, Saaton Janam Mein Tere avec Udit Narayan
- Baazigar (1993) - Baazigar O Baazigar
- Dil Tera Deewana (1993) - Kam Se Kam
- Darr (1993) - Ang Se Ang Lagana
- Khalnayak (1993) - Choli Ke Peeche
- Phir Teri Kahani Yaad Aaye (1993) - Sairana Si Hai, Dil Deta Hai Ro Ro
- Hum Hain Rahi Pyar Ke (1993) - Ghunghat Ki Aad se, Kash Koi Ladka, Yuhi Kat Jayega Safar, Bombay Se Poonha
- Khiladi (1992) - Waada Raha Sanam
- Bekhudi (1992) - Jab Na Maana Dil Deewana
- Deewana (1992) - Payaliya
- Saajan (1991) - Dekha Hai Pehli Baar
- Phool Aur Kaante (1991) - Tumse Milne ko Dil Karta Hai, Dheere Dhere Pyar Ko Badhna
- Sapne Sajan Ke (1992) - Kehta Hai Mausam, Kabhi Bhula Kabhi Yaad Kiya, Aara Hai Mazza,
- Afsana Pyar Ka (1991) - Yaad Teri Aati Hai
- Tridev (1989) - Gali Gali Mein
- Bhrashtachar (1989) - Mere Seene Se Lagja
- Mujrim (1989) - Raat Ke Bara Baje
- Qayamat Se Qayamat Tak (1988) - Akela Hain To Kya Ghum Hai, Kahe Sataaye Kah, Ey Mere Humsafar avec Udit Narayan
- Batwara (1989} - Tu Maro Kaun Lage
- Tezaab (1988) - Ek Do Teen
- Prem Pratigya (1988) - Pyar Kabhi Kam Nahin Karna
- Yudh (1985) - Yudh Kar, Doston Tum Sab Ko
- Love Marriage (1984) - Beeswin Sadi Ke
- Coolie {1983) - Mujhe Peene Ka Shock Nahin
- Nastik (1982) - Sagre Jagat Ka Ek Rakhwala
- Kaamchor (1982) - Tum Se Badhkar Duniya Mein
- Jeevan Dhaara (1982) - Jaldise Aana
- Hamari Bahu Alka (1982)
- Lawaaris (1981) - Mere Angane Mein Tumhara
- Payal Ki Jhankaar (1979) - Payal Ki Jhankaar

## Distinctions
Filmfare Awards :
- 1988, Meilleure chanteuse de playback pour Ek Do Teen pour le film Tezaab
- 1993, Meilleure chanteuse de playback pour Choli Ke Peeche pour le film Khalnayak (partagé avec Ila Arun)
- 1997, Meilleure chanteuse de playback pour Zara Tasveer Se Tu pour le film Pardes
- 1999, Meilleure chanteuse de playback pour Taal Se Taal pour le film Taal
- 2000, Meilleure chanteuse de playback pour Dil Ne Yeh Kaha Dil Se pour le film Dhadkan
- 2001, Meilleure chanteuse de playback pour O Re Chhori pour le film Lagaan
- 2004, Meilleure chanteuse de playback pour Hum Tum pour le film Hum Tum

National Film Awards :
- 1994, Silver Lotus Award pour Ghoongat Ki Aad Se pour le film Hum Hain Rahi Pyar Ke
- 1999, Silver Lotus Award pour Kuch Kuch Hota Hai pour le film Kuch Kuch Hota Hai

Zee Cine Awards :
- 1999 Kuch Kuch Hota Hai (Kuch Kuch Hota Hai)
- 2001 Kaho Naa... Pyaar Hai (Kaho Naa... Pyaar Hai)
- 2007 Tumhi Dekho Naa (Kabhi Alvida Naa Kehna)

Star Screen Awards :
- 1995 Meilleure chanteuse de playback pour Dil Ne Dil Se (Haqeeqat)
- 2000 Meilleure chanteuse de playback pour Paanchi Nadiyaan (Refugee)
- 2005 Meilleure chanteuse de playback pour Kyuon Ki Itna Pyaar Tumse (Kyon Ki)

International Indian Film Academy Awards :
- 2000 Taal Se Taal Mila (Taal)
- 2001 Kaho Naa... Pyaar Hai (Kaho Naa… Pyaar Hai)

 Sansui Awards :
- 2003 Tere Naam (Tere Naam)

MTV Awards :
- 2001 Jaane Kyon (Dil Chahta Hai)

Popular Award :
- 2001 Kaho Na Pyaar Hai (Kaho Naa… Pyaar Hai)

 Artistic Excellence Female Playback Singer Award :
- 2000 Taal se Taal (Taal)

BBC World Music Awards 2003